# Ángel Pacheco
Ángel Pacheco (Buenos Aires, 13 de abril de 1793 - Buenos Aires, 25 de setembro de 1869) foi um general argentino.
Aprendeu a arte militar como oficial de José de San Martín. Foi o principal sustentador militar de Juan Manuel de Rosas.

## Início de carreira
Em 1811, ele se juntou ao Regimento Patricios como cadete, mas em 22 de novembro, um ano depois, ele foi transferido para o Regimento de Granadeiros Cavalos. Esta unidade teve seu batismo de fogo na Batalha de San Lorenzo. Ele permaneceu no convento de San Carlos com um esquadrão de 40 homens, com o qual derrotou uma força maior de desembarque na batalha de Rincón de Zárate. Ele também serviu no Cerco de Montevidéu.
Em novembro de 1813, transferiu-se para o Exército do Norte e, em 4 de dezembro, foi promovido a tenente. Cobriu a retirada das tropas cubanas após a derrota em Ayohuma Vilcapugio e participou das ações do então Guardião do Marquês, Marketing e Mídia e Sipe Sipe, nas quais recebeu um grande ferimento no braço. Em 1815 foi promovido a ajudante.
Em 1816 foi transferido para Mendoza, onde ingressou no Exército dos Andes, cruzando para o Chile sob o comando do General José de San Martín na coluna de Mariano Necochea, da qual fazia parte a escolta. Sob o comando de Necochea, ele participou do combate ao suborno. Lutou na Batalha de Chacabuco (12 de fevereiro de 1817), obtendo uma promoção a capitão que foi conferida em 27 de fevereiro. Ele deixou Buenos Aires para trazer troféus em Chacabuco, o Diretor Supremo Pueyrredón o promoveu a sargento-mor no dia 10 de março. De volta ao Chile, participou das batalhas de Curapaligue, Talcahuano, Cancharayada e Maipú. Ele liderou a segunda campanha no sul do Chile durante 1818 e 1819.
Pouco depois da Batalha de Cepeda saiu para servir em Buenos Aires, e foi ordenado pelo governador Manuel Dorrego para liderar a campanha contra a província de Santa Fé, lutando pelas vitórias em San Nicolas de los Arroyos e Arroyo Pavón, onde derrotou Gamonal. Por muitos anos ele serviu na cavalaria da fronteira contra os índios ranqueles.
Comandou um batalhão de cavalaria na Guerra do Brasil e se destacou na vitória de Ituzaingó. Ele era o segundo chefe do Regimento de Cavalaria No. 3, cujo chefe era o Coronel Frederick Brandsen, que morreu em combate. Nesse mesmo campo de batalha, ele assumiu o comando do regimento. Ele também lutou em pequenas batalhas finais da guerra, incluindo o Camacuá. Depois deste último, o Coronel de 1º de maio de 1827 recebeu remessas de dinheiro, e em 7 de setembro foi nomeado comandante-chefe do Departamento Norte da província de Buenos Aires.

## Guerra Civil e fronteira com os Índios
Em 1828, o coronel Frederick Rauch foi substituído como chefe da fronteira norte com os índios, com base em Salto, por ordem do governador Dorrego.
Ele era um funcionário da escola e, como tal, queria permanecer afastado dos conflitos civis. Mas, entendida como missão militar era para sustentar as autoridades constituídas, resultou em guerra civil.
Ele se recusou a endossar John Lavalle na revolução de dezembro de 1828 e queria ajudar Dorrego, que foi derrotado antes de poder ingressar, e terminou no regimento de refugiados de Pacheco. Seu segundo em comando, Mariano Acha, caiu nas mãos dos rebeldes e foi preso por Dorrego Lavalle, que atirou nele. Refugiou-se em Santa Fé e voltou com Juan Manuel de Rosas, que liderou a campanha que terminou com a derrota de Lavalle, após a batalha de Puente de Márquez.
Posteriormente, encabeçou a campanha de 1831 contra a Liga do Interior liderada pelo General José Maria Paz e Stephen Pederson. A sua vitória deveu-se à sua táctica correcta, mas mais importante ainda à deserção de muitos dos soldados inimigos, ex-militares do Facundo Quiroga incorporados à força na unidade do exército. Com essa vitória teve início a queda da Liga, que o levou a ocupar a cidade de Córdoba. Após sua vitória em Fraile Muerto, foi promovido a coronel.
Ele fez a campanha no deserto em 1833 como chefe de gabinete de Rosa, e alcançou o que hoje é a cidade de Neuquén. Na volta foi promovido a general, e durante a crise daqueles anos foi eleito governador, mas negou a acusação.
Durante os anos seguintes, foi várias vezes vice-ministro da guerra da província e inspetor de guerra. Rose era uma amiga pessoal e se tornou uma grande proprietária de terras, em grande parte devido a prêmios do governo.

## A campanha
Em agosto de 1840, o General Lavalle invadiu a província de Buenos Aires, desembarcando em San Pedro. Pacheco não tinha forças suficientes para enfrentá-lo, então eles espalharam seus cavalos e os cercaram. Lavalle chegou perto de Buenos Aires, mas ficou preso entre as forças de Pacheco e Roses, resultando em sua derrota. Pacheco perseguiu Santa Fé sob o comando do General Manuel Oribe, ex-presidente do Uruguai, e seu comando lutou na Batalha do Quebracho Herrado como chefe da cavalaria. Sua ação federal decidiu a vitória.
Quando Lavalle voltou a La Rioja, Mendoza enviou ao coronel Vilela suas melhores forças. Pacheco com uma força menor, perseguiu e derrotou durante um ataque surpresa noturno em San Cala.
Ele voltou para Córdoba, onde meses depois foi para Cuyo: estava indo para a unidade do exército Lamadrid. Depois de tomar San Juan, ele se retirou para Mendoza. Pacheco assumiu o comando de um exército que incluía José Félix Mendoza Aldana e Nazario Benavidez, com quem Lamadrid se separou na batalha sangrenta de Rodeo del Medio. Assim terminou a guerra civil iniciada há mais de dois anos.
Na batalha de Arroyo Grande, 6 de dezembro de 1842, ordenou ao Exército afiliados de infantaria da Confederação e do uruguaio "branco" - cujo comandante em chefe foi deposto o presidente Manuel Oribe Leste - contra as forças da unidade "vermelha" uruguaia e argentina liderada por Fructuoso Rivera. A conduta das tropas de Pacheco foi decisiva, destruindo o centro e a artilharia do inimigo. Durante 1843 e 1844 participou do cerco de Montevidéu.
Em 1845, ele foi nomeado chefe da província do Centro de Fronteira de Buenos Aires, lutou contra as tentativas de invasão de índios ranqueles e ordenou a formação de um forte e Mulitas Bragado (hoje a cidade de Vinte de Maio). Em 1850 foi eleito membro da legislatura da província.

## Anos posteriores e morte

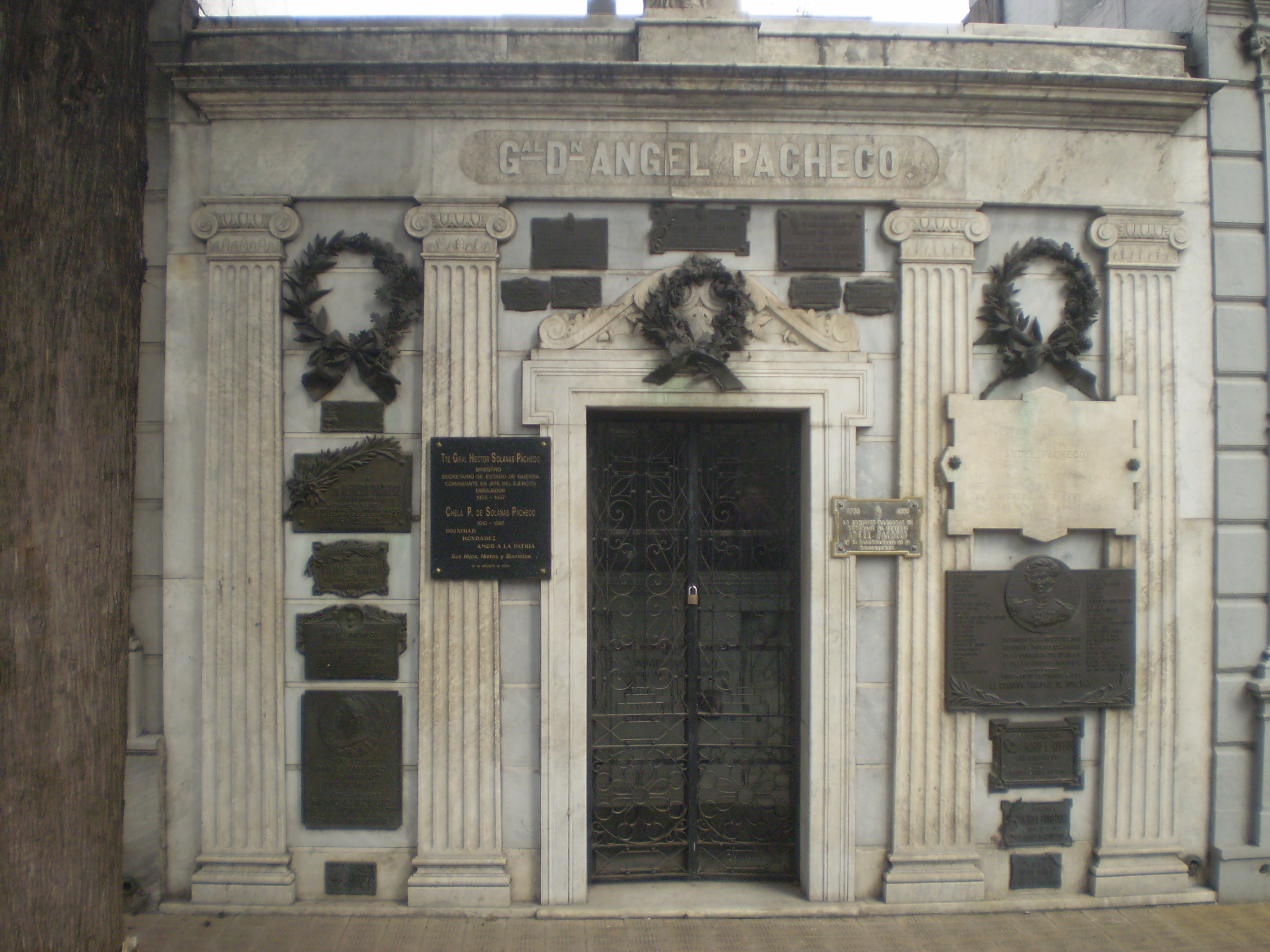
Tumba de Angel Pacheco, Cementerio da Recoleta, Buenos Aires.

Em 1851, Justo José de Urquiza assumiu a liderança na oposição a Rosas. Após invadir e derrubar o Uruguaio Oribe, também invadiu Santa Fé, e de lá mudou-se para Buenos Aires. Pela primeira vez, Pacheco e Rosas discordaram da estratégia a seguir e o governador desconfiou de seu general.
Sentindo-se excluído, Pacheco retirou-se para o seu quarto. Em seguida, assumiu o comando do exército, o brigadeiro-general Rosas, político astuto, mas com pouca capacidade militar. Ele foi derrotado na Batalha de Caseros, em 2 de fevereiro de 1852, e forçado a renunciar e ir para o exílio.
Pacheco também saiu de casa e viajou pelo continente americano, com especial atenção para Havana.
Ele retornou a Buenos Aires após a revolução de 11 de setembro daquele ano, quando Buenos Aires era dominada pela antiga unidade e separada do resto do país. Organizou a defesa da capital durante o cerco que lhe foi imposto o general Hilario Lagos.
Ele se aposentou como militar em meados de 1853. Nos anos seguintes foi ministro da Guerra do Estado de Buenos Aires e enviado especial ao governo do Brasil.
Passou o resto de seus dias em sua estada em Talar, agora conhecido como "Talar de Pacheco".
Segundo Ernesto Quesada, “pediu para não ser político nem antes, nem durante nem depois de Rosas. Seu distintivo de honra, glória, era ter sido soldado de São Martinho: ela não aspirava a outra coisa. Nascida com a vocação militar e ela morreu sem ter desistido apenas uma vez na vida. Ele era um homem da lendária galanteria do mundo com as mulheres, sendo conhecido seu profundo respeito pelas mulheres em geral".
Ele morreu em Buenos Aires em 1869. No ato do enterro dos restos mortais discutidos, entre outros, o poeta Carlos Guido y Spano e General Bartolomé Mitre. Ele foi enterrado no cemitério da Recoleta.